# Passi (Alatskivi)
Passi – wieś w Estonii, w prowincji Tartu, w gminie Alatskivi.